# Washington Capitols
Washington Capitols – amerykański klub koszykarski z siedzibą w Waszyngtonie działający w latach 1946–1951.

## Historia
Zespół powstał w 1946 roku, w Waszyngtonnie i przyjął nazwę Capitols. Przez pierwsze trzy lata istnienia zespołu jego trenerem był architekt późniejszych sukcesów Boston Celtics – Red Auerbach. W kolejnych latach jego następcami zostali zawodnicy Capitols, Bob Feerick oraz Bones McKinney, którzy pełnili rolę tzw. grających trenerów.
W 1947 roku zespół uzyskał najlepszy wynik podczas sezonu regularnego (49–11), jednak w półfinałach play-off został wyeliminowany przez Chicago Stags (4–2). W trakcie kolejnych rozgrywek pomimo dodatniego bilansu, 28–20, zajął ostatnie miejsce w dywizji zachodniej, a dodatkowe spotkanie o awans do fazy posezonowej przegrał ponownie ze Stags.
Sezon 1948/49 okazał się być najbardziej udanym w dotychczasowej historii zespołu. Po uzyskaniu najlepszego rezultatu w dywizji wschodniej (38–22) zespół dotarł do ścisłego finału BAA. Tam jednak musiał uznać wyższość Minneapolis Lakers, przegrywając stosunkiem 2–4.
Kampania 1949/50, czyli pierwsza już oficjalnie w NBA zakończyła się rezultatem 32–36 oraz przegraną w pierwszej rundzie, będącej jednocześnie ligowymi półfinałami, 0–2 z New York Knicks. Rok później drużyna ze stolicy zaliczyła najgorszy bilans w lidze (10-25), po czym opuściła definitywnie jej szeregi.

## Osiągnięcia
- Lider sezonu zasadniczego BAA (1947)[1]
- Lider Dywizji Wschodniej BAA (sezon zasadniczy, 1949)[3]
- Finalista BAA (1949)[3]

## Włączeni do Basketball Hall of Fame
- Bill Sharman (zawodnik)[6]
- Red Auerbach (trener)[7]

## Liderzy statystyczni BAA/NBA
- Bob Feerick - lider BAA w skuteczności rzutów z gry (1947 - 40,1%)[1]
- Bob Feerick - 2-krotny lider BAA w skuteczności rzutów wolnych (1948 - 78,7%, 1949 - 85,9%)[2][3]
- Fred Scolari - lider BAA w skuteczności rzutów wolnych (1947 - 81,1%)[1]

## Klubowi liderzy strzelców
Na podstawie
- 1947 - Bob Feerick - 16,8
- 1948 - Bob Feerick - 16,1
- 1949 - Bob Feerick - 13
- 1950 - Don Otten - 14,9
- 1951 - Bill Sharman - 12,2

## Wyniki sezon po sezonie
| Sezon                     | Wyg.                      | Przeg.                    | Odsetek                   | Wyniki play-off           |                           |
| Washington Capitols (BAA) | Washington Capitols (BAA) | Washington Capitols (BAA) | Washington Capitols (BAA) | Washington Capitols (BAA) | Washington Capitols (BAA) |
| ------------------------- | ------------------------- | ------------------------- | ------------------------- | ------------------------- | ------------------------- |
| 1946–47                   | 49                        | 11                        | 81,7%                     | 2–4                       | Przegrana w półfinałach   |
| 1947–48                   | 28                        | 20                        | 58,3%                     | 0–1                       | Przegrana w eliminacjach  |
| 1948–49                   | 38                        | 22                        | 63,3%                     | 6–5                       | Przegrana w finale        |
| Washington Capitols (NBA) |                           |                           |                           |                           |                           |
| 1949–50                   | 32                        | 36                        | 47,1%                     | 0–2                       | Przegrana w półfinałach   |
| 1950–51                   | 10                        | 25                        | 28,6%                     |                           |                           |

## Nagrody indywidualne
All-BAA/NBA First Team (piątka najlepszych zawodników ligi)
- Bob Feerick (1947–1948)[9]
- Bones McKinney (1947)[9]

All-BAA/NBA Second Team (druga piątka najlepszych zawodników ligi)
- Fred Scolari (1947–1948)[9]
- Bob Feerick (1949)[9]
- Bones McKinney (1949)[9]